# Disocactus macranthus
Disocactus macranthus (Alexander) Kimnach & Hutchison – gatunek rośliny z rodziny kaktusowatych (Cactaceae Juss). Występuje naturalnie w meksykańskich stanach Oaxaca, Veracruz oraz Chiapas. Uważa się, że rośnie także w Gwatemali, jednak jego występowanie w tym kraju musi zostać zweryfikowane. 

## Morfologia
PokrójKrzewiasty kaktus, epifit.
ŁodygaPędy są spłaszczone, dorastają do 40 cm długości i 20–30 mm szerokości, są karbowane na brzegach. Areole są owłosione, pozbawione kolców.
KwiatySą pojedyncze, rozwijają się w kątach pędów. Okwiat ma dzwonkowaty kształt. Jego listki mają żółtą barwę.

## Biologia i ekologia
Rośnie w górskich lasach oraz w lasach dębowych. Występuje na wysokości od 800 do 1900 m n.p.m.

## Ochrona
W Czerwonej księdze gatunków zagrożonych został zaliczony do kategorii LC – gatunków najmniejszej troski. Został przypisany do tej kategorii, ponieważ ma szeroki zakres występowania i jest relatywnie często spotykany. Tylko w części jego zasięgu z powodów naturalnych lub antropogenicznych jego siedliska uległy fragmentacji. Gatunek jest obecny na terenie podlegających ochronie w Los Tuxtlas Biosphere Reserve.